# Alice Zimmern
Pour les articles homonymes, voir Zimmern.
Alice Zimmern, née le 22 septembre 1855 à Nottingham et morte le 22 mars 1939, est une femme de lettres, traductrice et suffragette anglaise.

## Vie et œuvre
Née à Nottingham, Alice Zimmern est la plus jeune des trois filles d’un marchand de dentelle, Hermann Zimmern Théodore (immigrant juif allemand), et de son épouse, Antonia Marie-Thérèse Regina.
Elle a collaboré avec sa sœur aînée, Helen Zimmern, à la traduction de deux volumes d'extraits de romans européens (1880 et 1884).
Menant parallèlement une vie d'enseignante et de traductrice, elle produit, en 1887, une édition scolaire des Méditations de Marc Aurèle, une traduction d'Hugo Bluemner de The Home Life of the Ancient Greeks (1893).
Elle écrit également des livres pour enfants sur la Grèce antique (Greek History for Young Readers, 1895, Old Tales from Greece, 1897) et sur Rome (Old Tales from Rome, 1906), qui ont été réimprimés plusieurs fois.
C'est en 1894 qu'Alice Zimmern cesse d'enseigner dans les écoles. Elle écrit alors régulièrement des articles de revues sur l'éducation et l'éducation des femmes. Son livre Women's Suffrage in Many Lands (1909) semble coïncider avec le quatrième Congrès de l'International Women's Suffrage Alliance. Ce livre, ainsi que The Renaissance of Girls' Education (1898) sont une grande contribution au débat de l’époque sur l'éducation et les droits des femmes.
La plupart de ses recherches ont été faites dans la salle de lecture du British Museum, où elle s'est rapprochée de suffragettes telles qu’Edith Bland, Eleanor Marx ou encore Béatrice Potter.
Ses derniers travaux furent la traduction de The Origins of the War (1917) de Take Ionescu.

## Ouvrages en français
- Le Suffrage des femmes dans tous les pays, avant-propos de Mrs. Chapman Catt, introduction et préface de Léon Brunschvicg, Paris, éd. M. Rivière, 1911, 229 p.

## Sources
- (en) Cet article est partiellement ou en totalité issu de l’article de Wikipédia en anglais intitulé « Alice Zimmern » (voir la liste des auteurs).